# ماراینتهال (گایزنهایم)
ماراینتهال (به آلمانی: Marienthal) یک منطقهٔ مسکونی در آلمان است که در گایزنهایم واقع شده‌است. ماراینتهال ۱٬۹۷۷ نفر جمعیت دارد.